# Съедобные водоросли

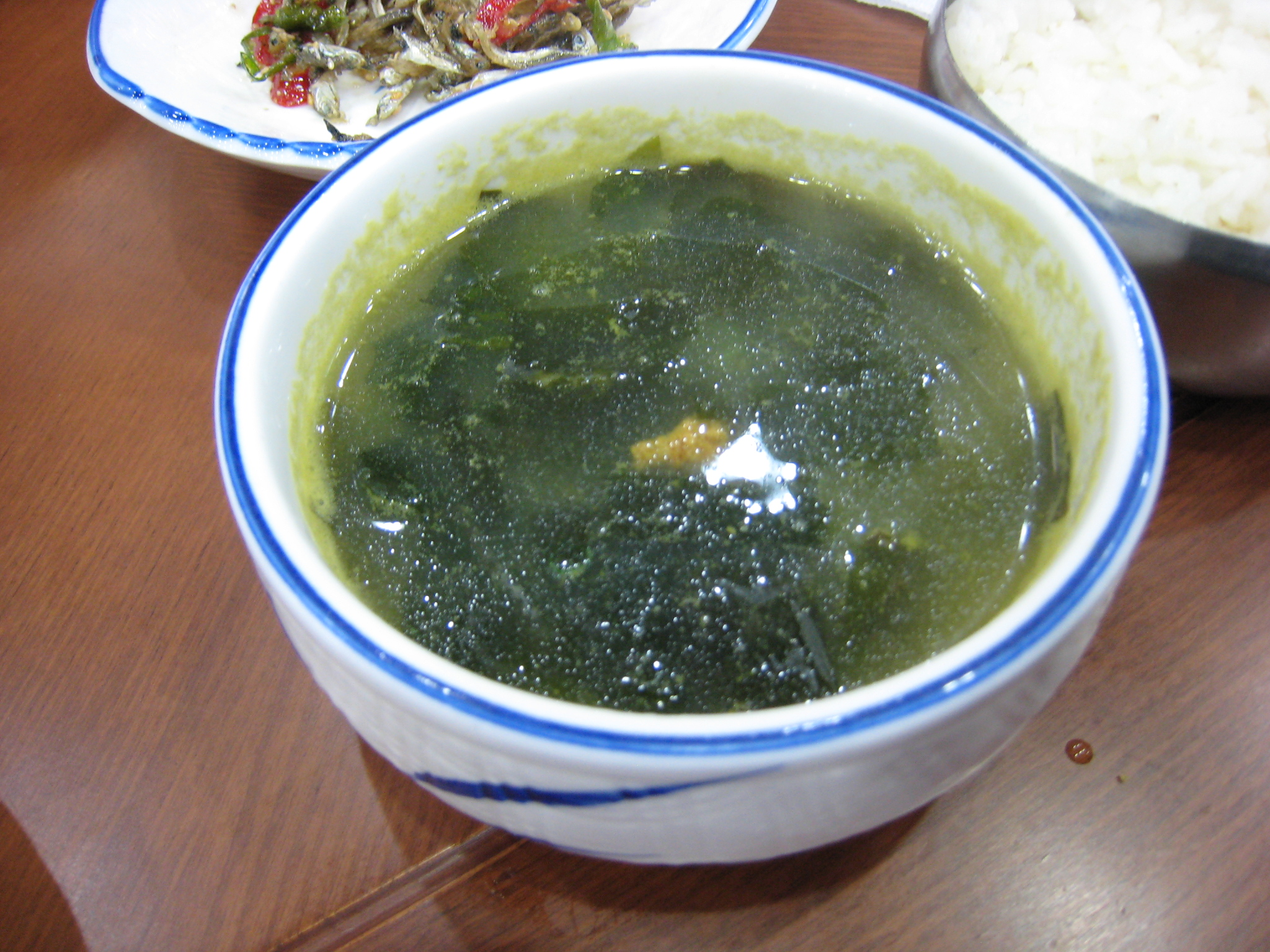
Миёккук — корейский суп из водорослей

Съедобные водоросли — виды водорослей, пригодных для употребления человеком в пищу. Этот продукт характеризуется большим содержанием пищевых волокон, белков (англ. complete protein) и иода. Подавляющее большинство съедобных водорослей принадлежат к трём отделам: красные, зелёные (хлорофиты и харофиты) и бурые водоросли. Помимо прямого поглощения этих водорослей, из них также добывают альгиновую кислоту, агар-агар и каррагинан — все эти вещества широко используются в пищевой промышленности, в основном как загустители и пищевые добавки.

## Употребление в пищу
Подавляющее большинство съедобных водорослей добывается в море, водоросли из пресной воды, как правило, несъедобны и даже ядовиты (есть и исключения, например, спирулина).
Съедобные водоросли культивируются и добываются практически на всех побережьях земного шара, но особое распространение они имеют в Японии (генетические исследования показали, что пищеварительная система японцев приспособлена к перевариванию водорослей лучше, чем у других наций), Китае и Корее, где используются в пищу с доисторических времён; на Филиппинах. Группу съедобных бурых водорослей, популярных в кухнях Дальнего востока, называют вакамэ. Среди стран западного полушария можно отметить следующих крупнейших производителей и потребителей съедобных водорослей: Исландия, западная Норвегия, северная и северо-западная Франция, северная и западная Ирландия, Уэльс, Юго-Западная Англия. В Новой Зеландии некоторые виды красных и зелёных водорослей традиционно входят в рацион маори. В городе Тиви (Филиппины) местные жители сравнительно недавно изобрели новую разновидность национального блюда пансит, важной составляющей которого являются водоросли.
В западных странах блюдо китайских ресторанов под названием «Хрустящие водоросли», как правило, представляет собой обычную капусту, высушенную и поджаренную.

## Список съедобных водорослей
- Callophyllis[англ.]
- Chondrus crispus
- Cladosiphon okamuranus
- Durvillaea antarctica[англ.]
- Ecklonia[англ.]
  - Ecklonia bicyclis[англ.]
  - Ecklonia cava[англ.]
- Eucheuma[англ.]
- Gracilaria[англ.]
- Himanthalia elongata[англ.]
- Kappaphycus alvarezii[англ.]
- Mastocarpus stellatus[англ.]
- Palmaria palmata[англ.]
- Pelvetia[англ.]
- Алария съедобная
- Каулерпа чечевицеобразная
- Комбу (сахарина японская)
- Ламинария
  - Пальчаторассечённая
  - Сахаристая
- Носток сливообразный
- Порфира
  - Ким[англ.]
  - Лавровый хлеб[англ.]
  - Нори
- Саргасс
  - Хидзики
- Ульва
  - Ulva intestinalis[англ.]
- Ундария перистая (Вакамэ; Миёк)
- Фукус
  - Spiralis[англ.]
  - Пузырчатый

Пресноводные
- Arthrospira (Спирулина)
- Catenella nipae
- Spirogyra varians
- Хлорелла

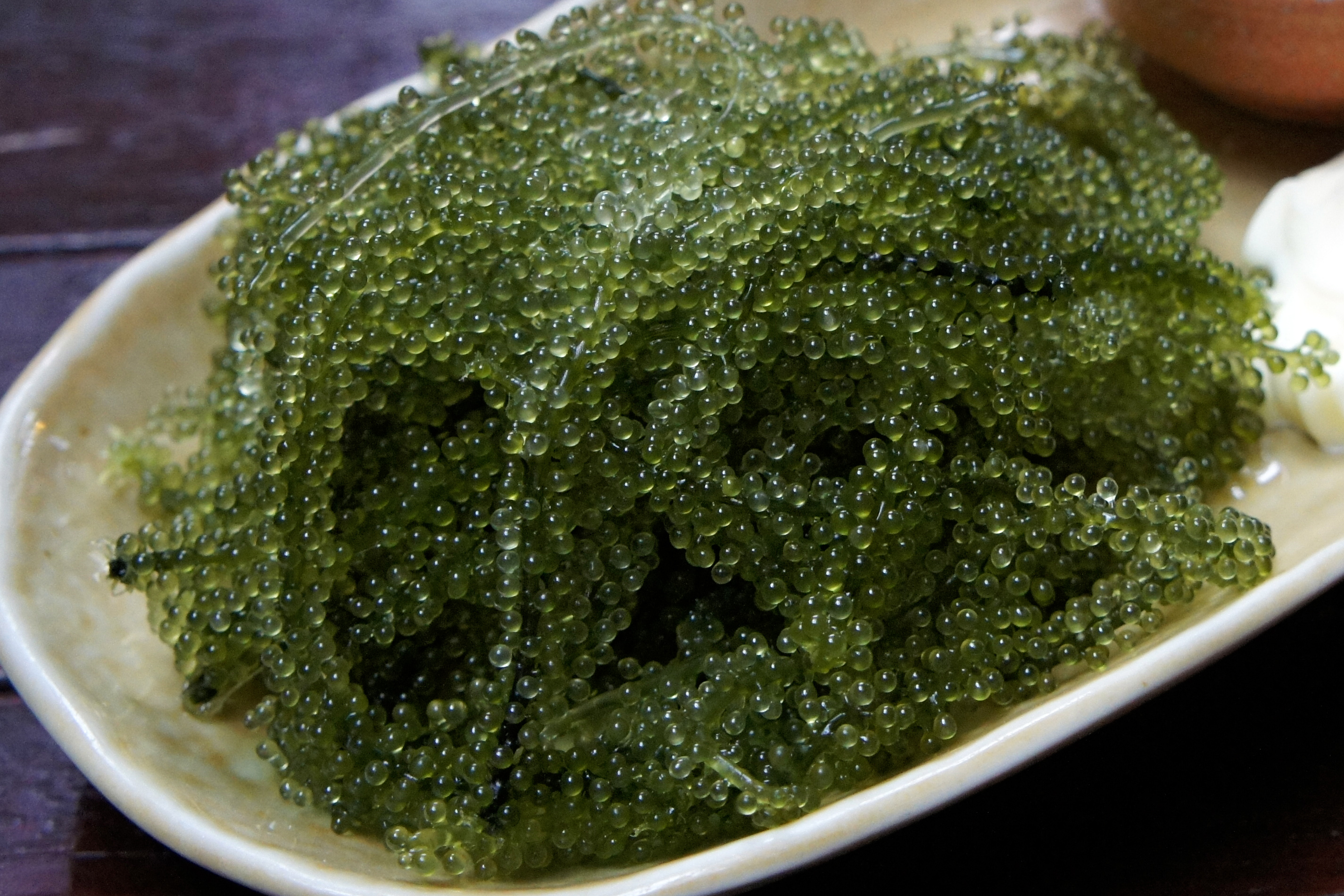
Каулерпа чечевицеобразная (морской виноград)
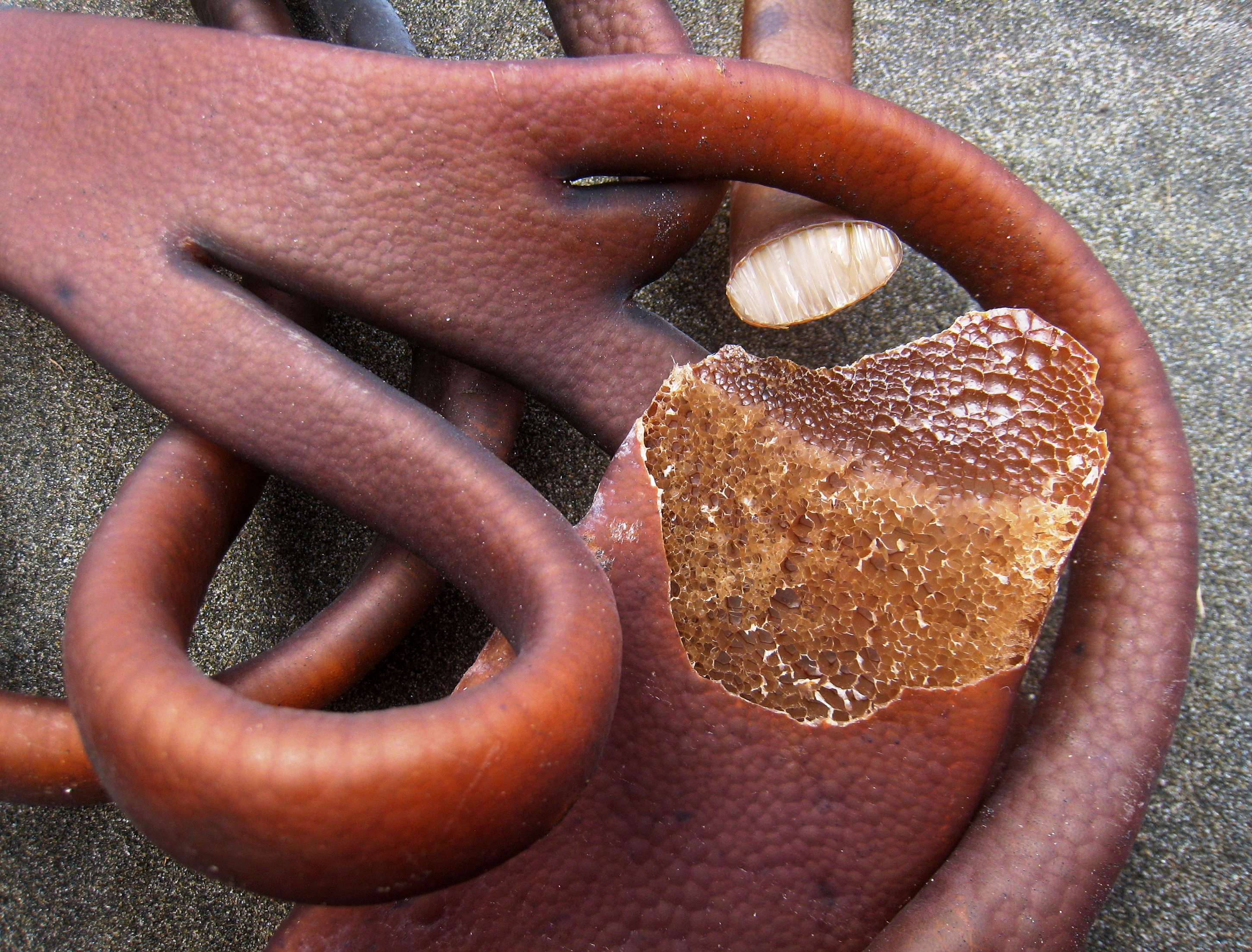
Durvillaea antarctica[англ.], высушенная на солнце
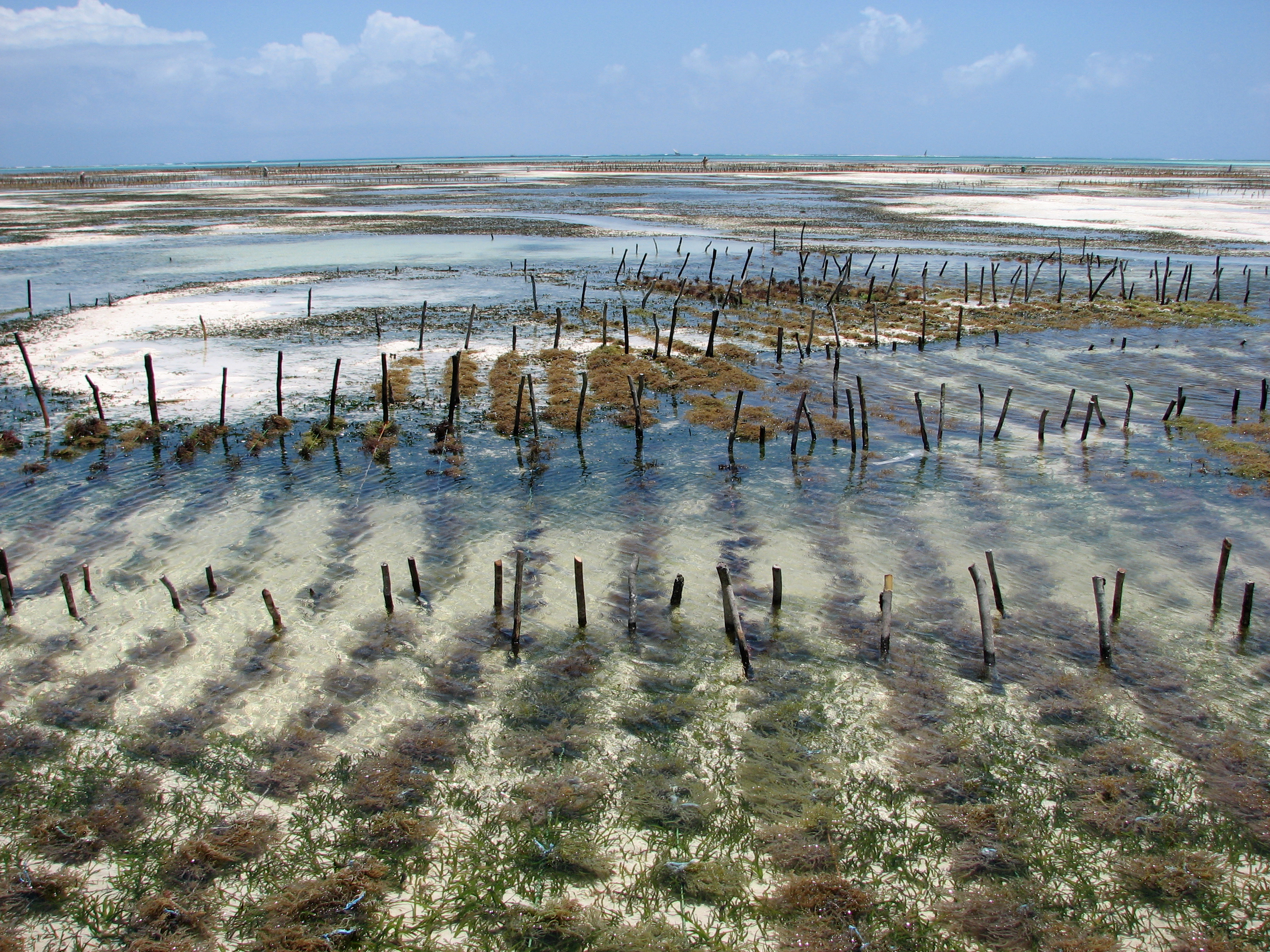
«Огород»[англ.] из Eucheuma[англ.]
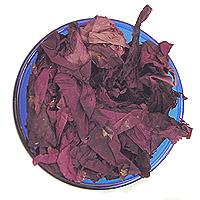
Palmaria palmata[англ.]
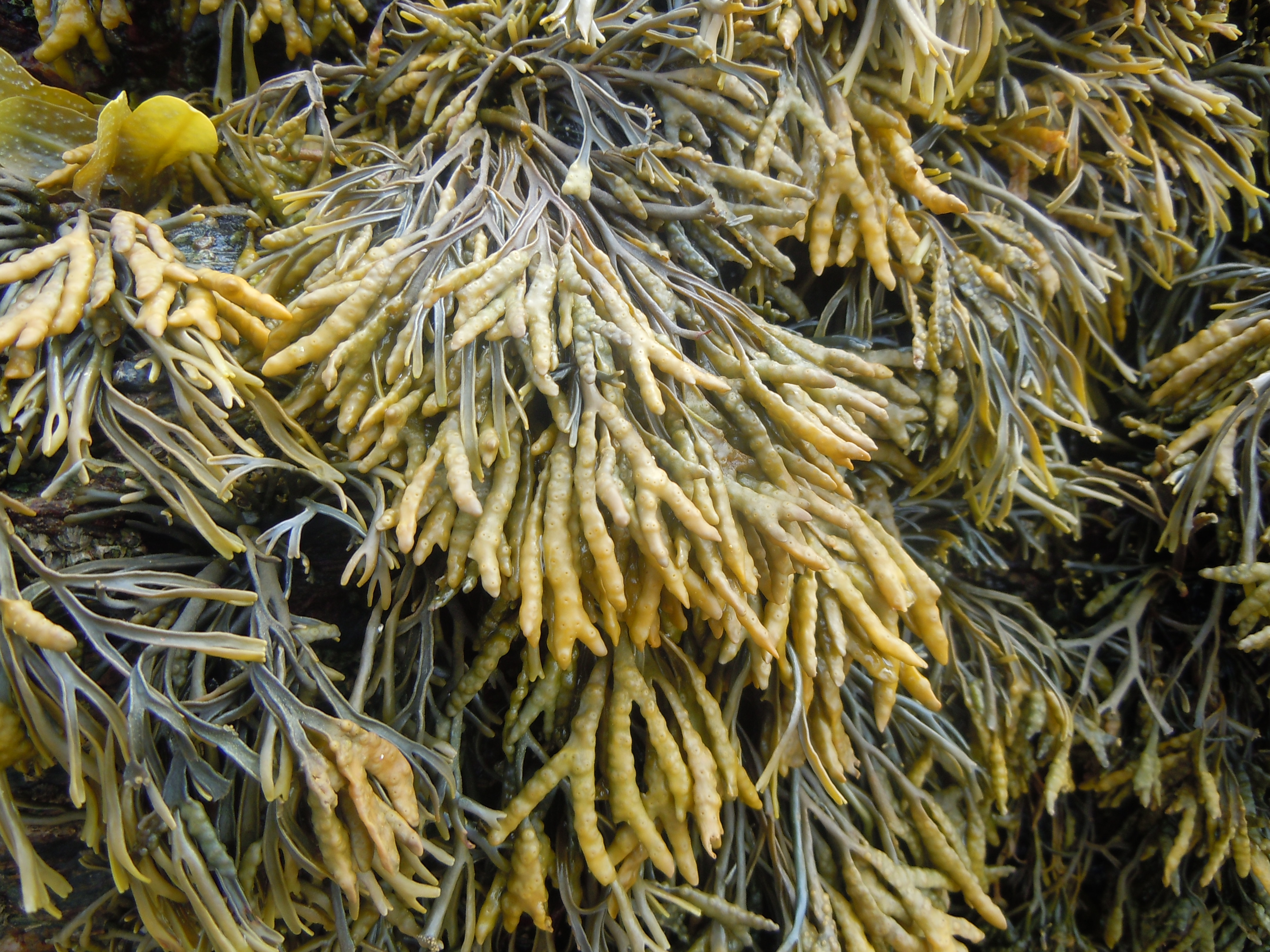
Pelvetia[англ.]
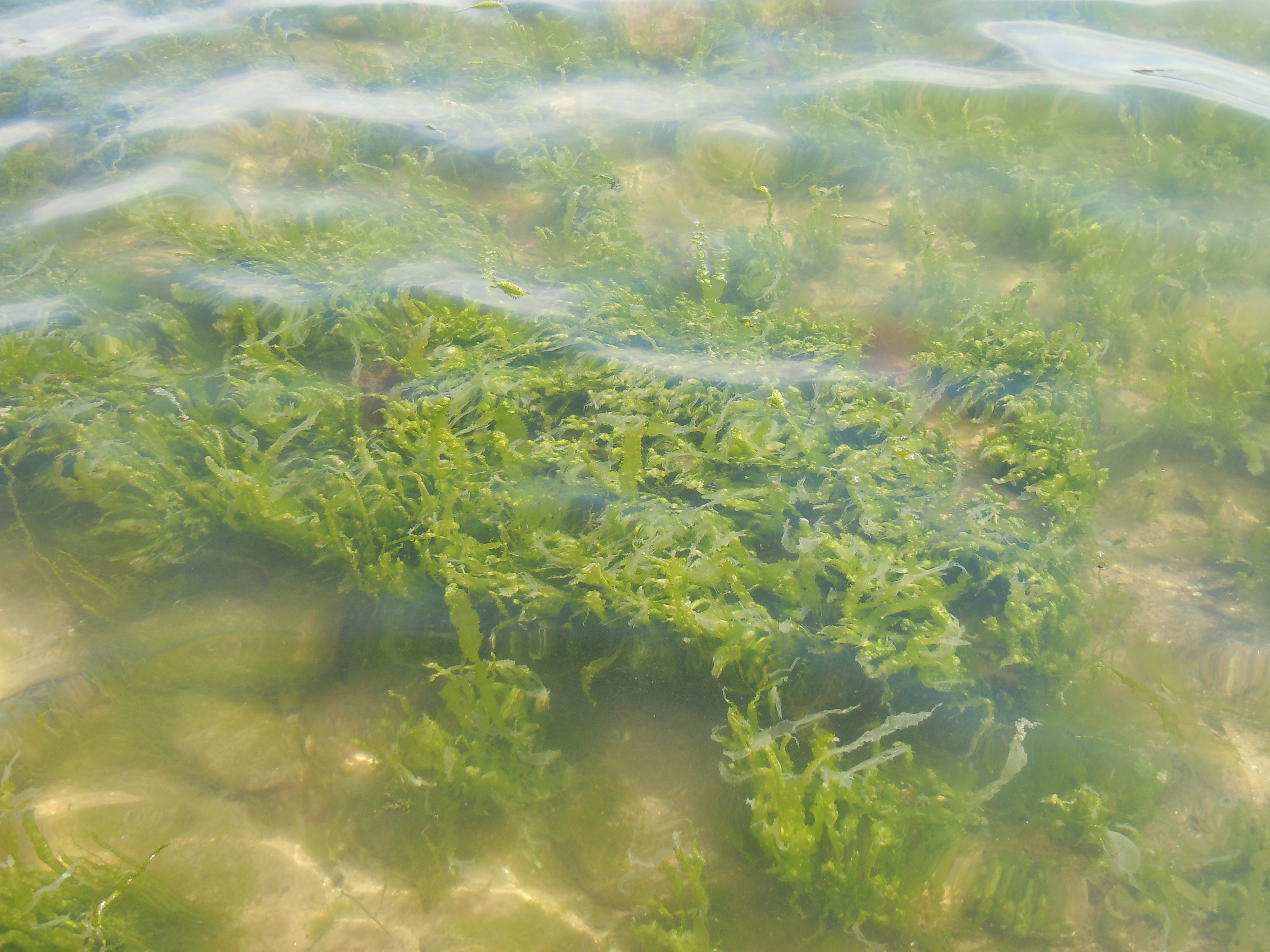
Ulva intestinalis[англ.]
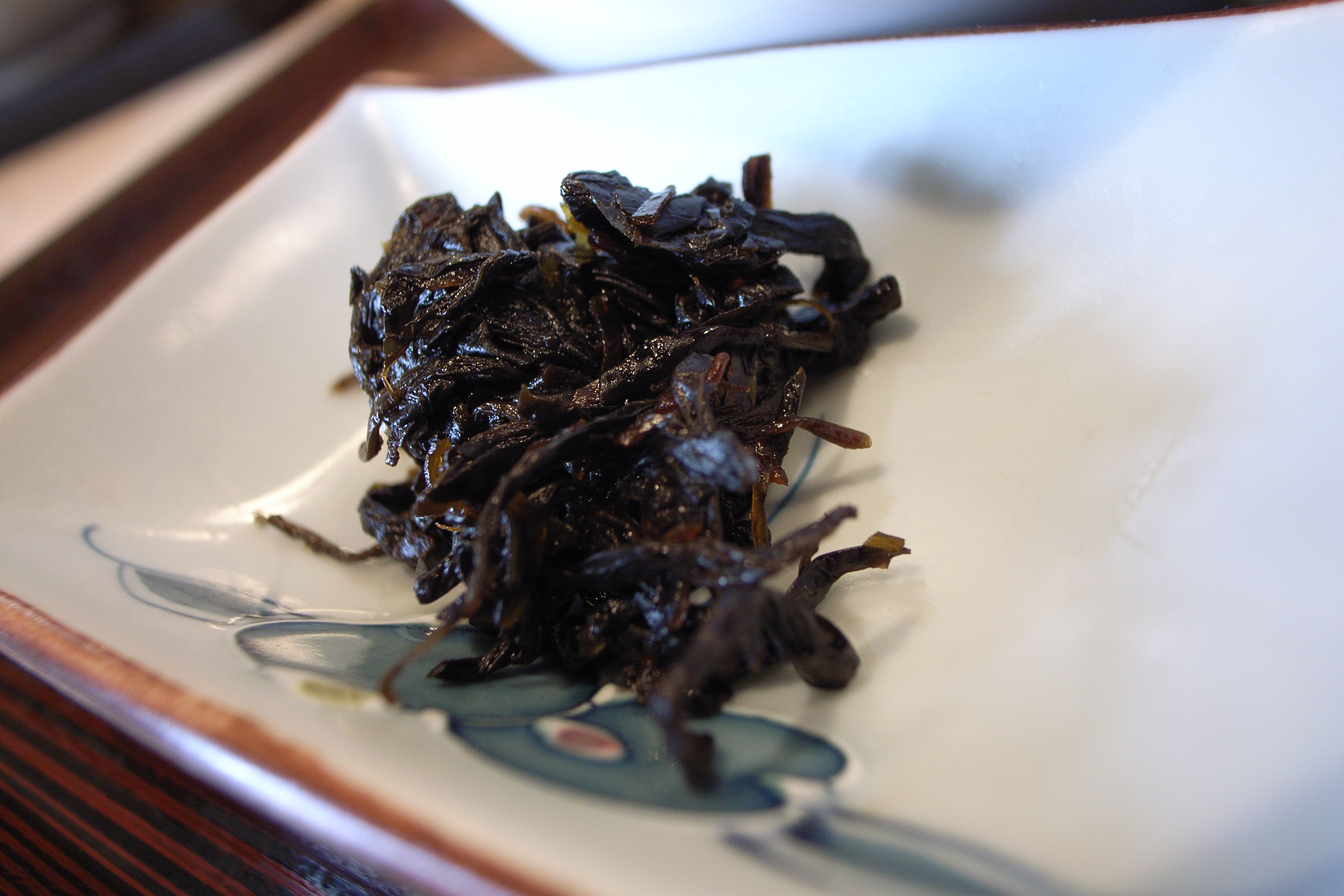
Цукудани из комбу
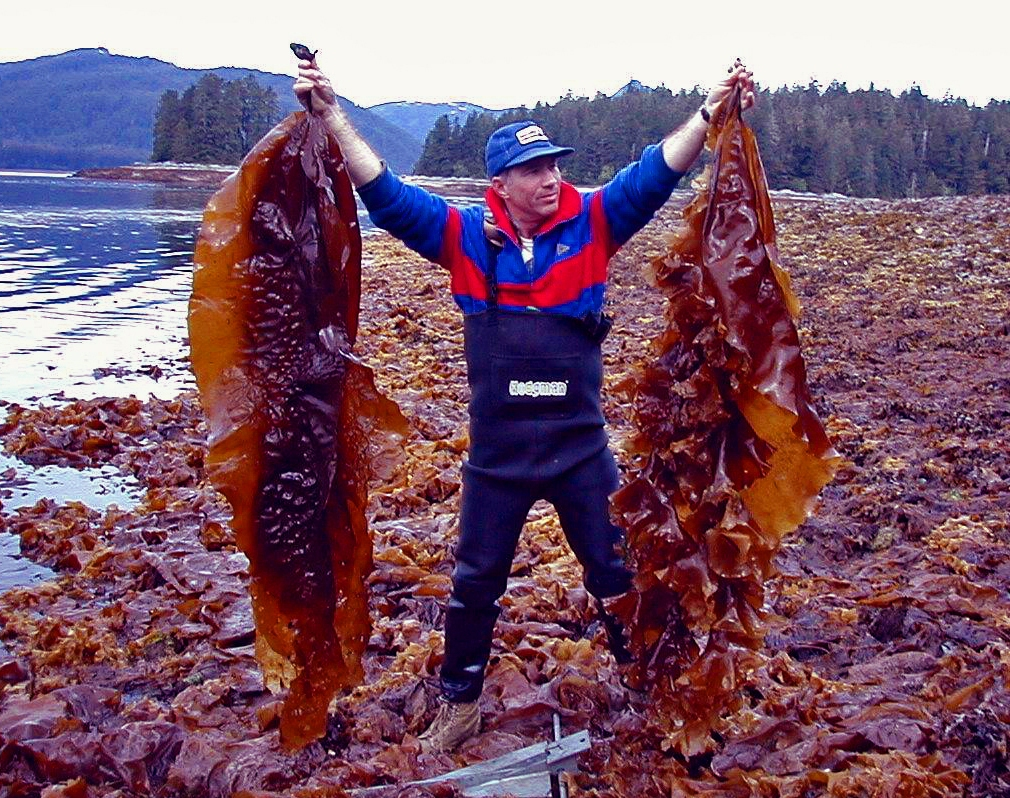
Ламинария сахаристая
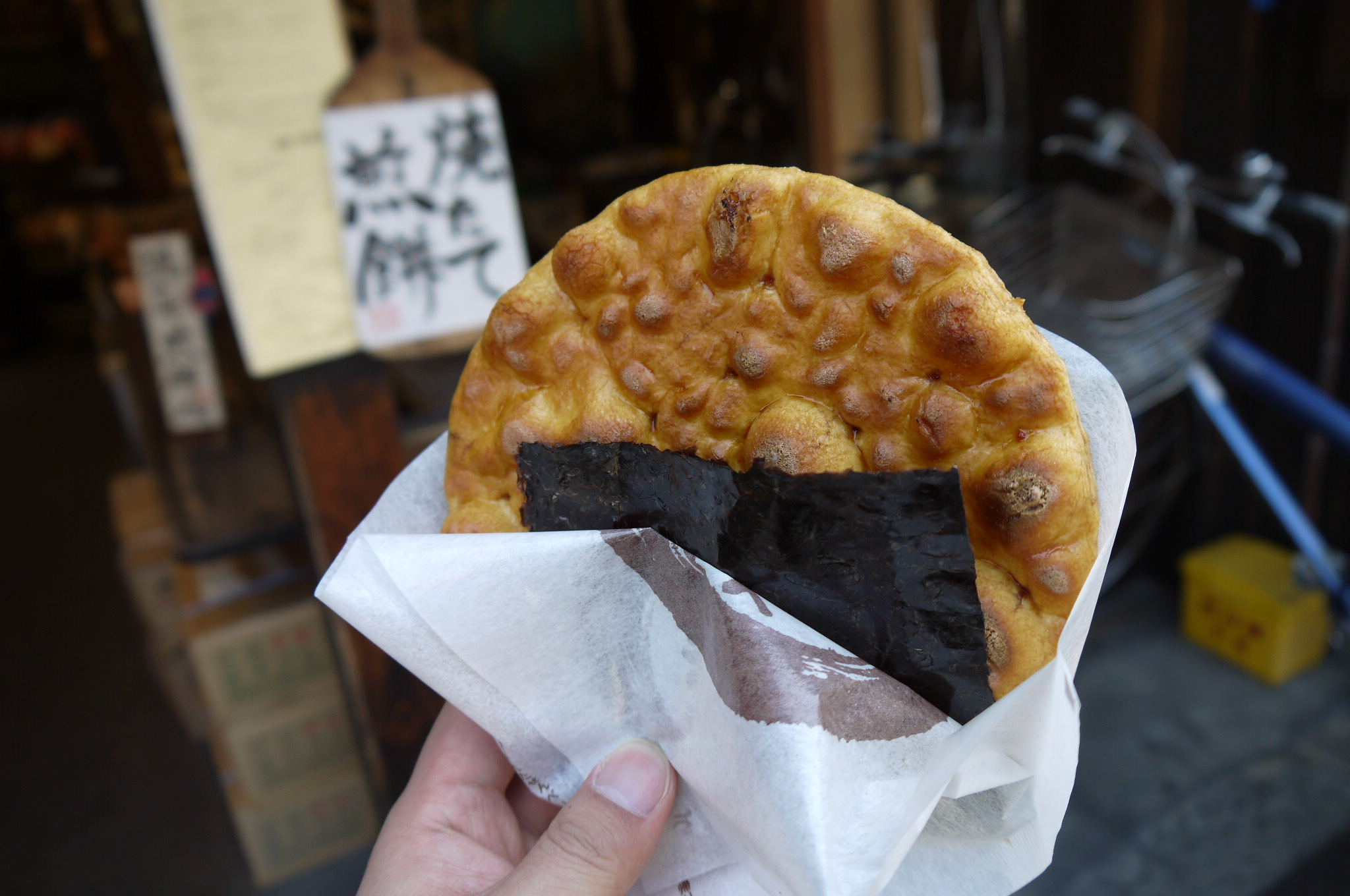
Сэмбэй с нори
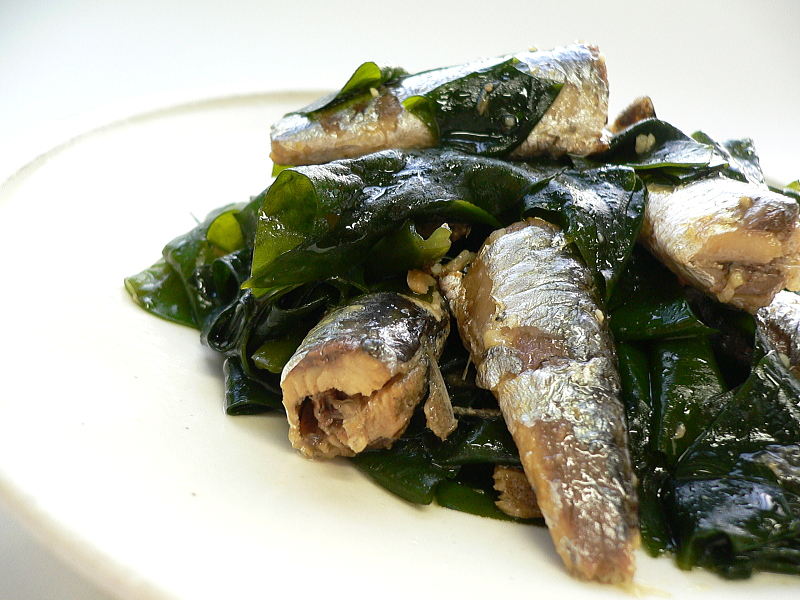
Блюдо из сардин и вакамэ (Япония)
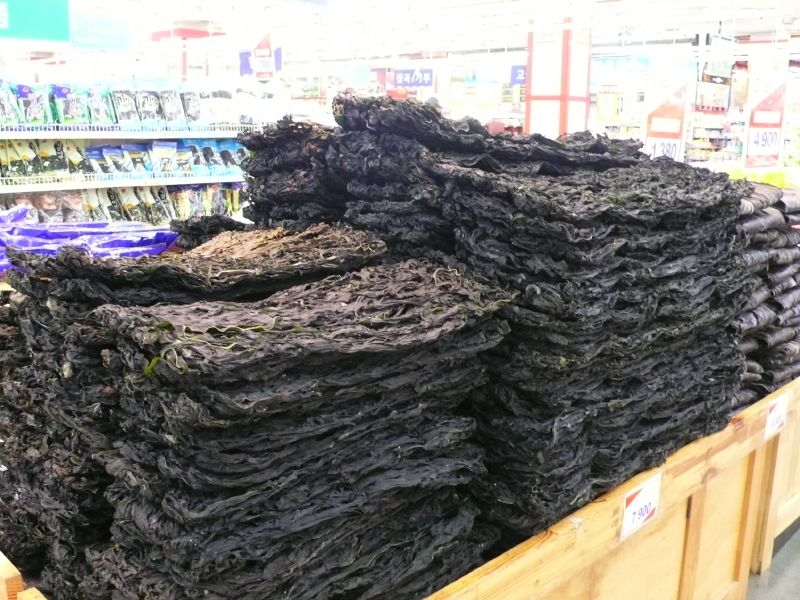
Пласты высушенного миёк в магазине (Корея)
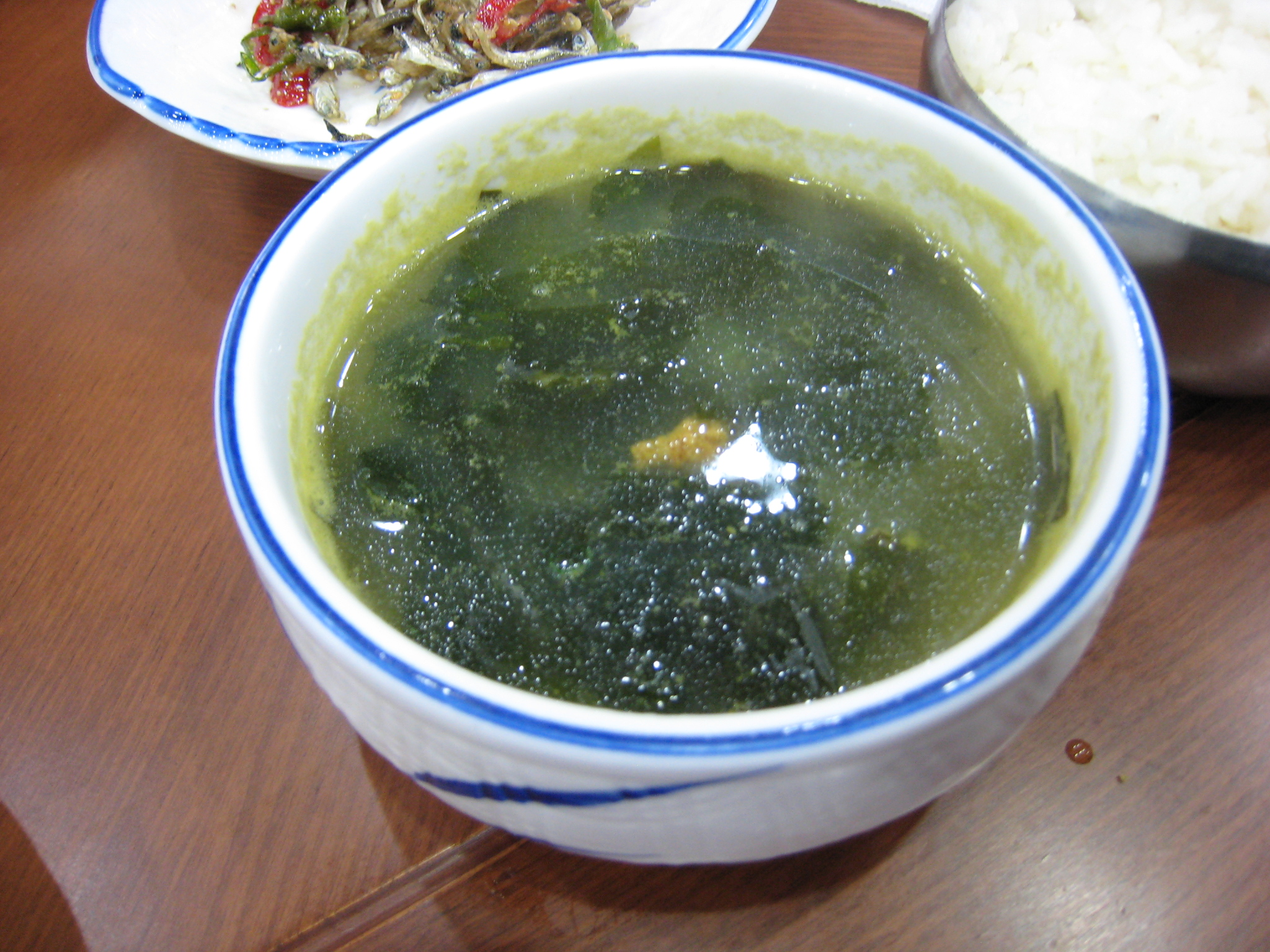
Суп из морских ежей с водорослями